# Élections municipales de 2017 dans Pierre-De Saurel
Pour un article plus général, voir Élections municipales de 2017 en Montérégie.
Cet article concerne les élections municipales de 2017 en Montérégie dans la municipalité régionale de comté de Pierre-De Saurel.

## Massueville
| Candidats pour la mairie | Vote            | %               |
| ------------------------ | --------------- | --------------- |
| Denis Marion (Sortant)   | Sans opposition | Sans opposition |

| Candidats conseiller #1 | Vote            | %               |
| ----------------------- | --------------- | --------------- |
| René Lalancette         | Sans opposition | Sans opposition |

| Candidats conseiller #2    | Vote            | %               |
| -------------------------- | --------------- | --------------- |
| Nicole Guilbert (Sortante) | Sans opposition | Sans opposition |

| Candidats conseiller #3 | Vote            | %               |
| ----------------------- | --------------- | --------------- |
| Louis Fillion           | Sans opposition | Sans opposition |

| Candidats conseiller #4     | Vote            | %               |
| --------------------------- | --------------- | --------------- |
| Ginette Bourgeois (Sortant) | Sans opposition | Sans opposition |

| Candidats conseiller #5    | Vote            | %               |
| -------------------------- | --------------- | --------------- |
| Richard Gauthier (Sortant) | Sans opposition | Sans opposition |

| Candidats conseiller #6       | Vote            | %               |
| ----------------------------- | --------------- | --------------- |
| Matthieu Beauchemin (Sortant) | Sans opposition | Sans opposition |

- Départ de Ginette Bourgeois (conseillère #4) et Matthieu Beauchemin (conseiller #6) en décembre 2018[1][réf. à confirmer].
- Élection par acclamation de Chloé Émond et de Pierre Michaud, ancien maire la municipalitéfévrier 2019[2].

| Candidats conseiller #4 | Vote            | %               |
| ----------------------- | --------------- | --------------- |
| Chloé Émond             | Sans opposition | Sans opposition |

| Candidats conseiller #6 | Vote            | %               |
| ----------------------- | --------------- | --------------- |
| Pierre Michaud          | Sans opposition | Sans opposition |

## Saint-Aimé
| Candidats pour la mairie       | Vote | %     |
| ------------------------------ | ---- | ----- |
| Denis Benoit                   | 191  | 70,48 |
| Maria Libert (Sortante)        | 80   | 29,52 |
| Taux de participation : 69,3 % |      |       |

| Candidats conseiller #1 | Vote            | %               |
| ----------------------- | --------------- | --------------- |
| Martin Berger           | Sans opposition | Sans opposition |

| Candidats conseiller #2 | Vote            | %               |
| ----------------------- | --------------- | --------------- |
| Patrick Godin (Sortant) | Sans opposition | Sans opposition |

| Candidats conseiller #3    | Vote            | %               |
| -------------------------- | --------------- | --------------- |
| Patrick Boiselle (Sortant) | Sans opposition | Sans opposition |

| Candidats conseiller #4      | Vote            | %               |
| ---------------------------- | --------------- | --------------- |
| Jacques Desrosiers (Sortant) | Sans opposition | Sans opposition |

| Candidats conseiller #5  | Vote | %     |
| ------------------------ | ---- | ----- |
| Julie L'Homme (Sortante) | 174  | 67,18 |
| Luc Nadeau               | 85   | 32,82 |

| Candidats conseiller #6 | Vote | %     |
| ----------------------- | ---- | ----- |
| Sylvain Boiselle        | 160  | 60,15 |
| Diane Bouchard          | 106  | 39,85 |

## Saint-David
| Candidats pour la mairie   | Vote            | %               |
| -------------------------- | --------------- | --------------- |
| Michel Blanchard (Sortant) | Sans opposition | Sans opposition |

| Candidats conseiller #1               | Vote | %     |
| ------------------------------------- | ---- | ----- |
| Colette Lefebvre-Thibeault (Sortante) | 203  | 68,35 |
| Stéphanie Camus                       | 94   | 31,65 |

| Candidats conseiller #2 | Vote | %     |
| ----------------------- | ---- | ----- |
| Gilles Hébert (Sortant) | 153  | 50,66 |
| Stéphane Melançon       | 149  | 49,34 |

| Candidats conseiller #3 | Vote | %     |
| ----------------------- | ---- | ----- |
| Pier-Yves Chapdelaine   | 161  | 52,79 |
| Jean-Marc Beauchesne    | 144  | 47,21 |

| Candidats conseiller #4    | Vote            | %               |
| -------------------------- | --------------- | --------------- |
| Linda Cournoyer (Sortante) | Sans opposition | Sans opposition |

| Candidats conseiller #5 | Vote            | %               |
| ----------------------- | --------------- | --------------- |
| Robert Emond (Sortant)  | Sans opposition | Sans opposition |

| Candidats conseiller #6   | Vote            | %               |
| ------------------------- | --------------- | --------------- |
| Sylvain Théroux (Sortant) | Sans opposition | Sans opposition |

- Élection partielle au poste de conseiller #6 le 24 juin 2018[3].
  - Élection organisée en raison de la démission du conseiller Sylvain Théroux[4]
  - M. Stéphane Melançon est élu au poste de conseiller avec une majorité de 125votes[3].

| Candidats conseiller #6 | Vote  | %   |
| ----------------------- | ----- | --- |
| Stéphane Melançon       | + 125 | n/d |
| Stéphanie Camus         | n/d   | n/d |

## Saint-Gérard-Majella
| Candidats pour la mairie                           | Vote            | %               |
| -------------------------------------------------- | --------------- | --------------- |
| Georges-Henri Parenteau (Sortant d'un autre poste) | Sans opposition | Sans opposition |

| Candidats conseiller #1 | Vote            | %               |
| ----------------------- | --------------- | --------------- |
| Éric Tessier (Sortant)  | Sans opposition | Sans opposition |

| Candidats conseiller #2 | Vote            | %               |
| ----------------------- | --------------- | --------------- |
| Yvan Côté               | Sans opposition | Sans opposition |

| Candidats conseiller #3 | Vote | %     |
| ----------------------- | ---- | ----- |
| Louis St-Germain        | 63   | 64,95 |
| Jacques Houde           | 34   | 35,05 |

| Candidats conseiller #4  | Vote            | %               |
| ------------------------ | --------------- | --------------- |
| Jacques Mondou (Sortant) | Sans opposition | Sans opposition |

| Candidats conseiller #5 | Vote            | %               |
| ----------------------- | --------------- | --------------- |
| Jean Beaubien (Sortant) | Sans opposition | Sans opposition |

| Candidats conseiller #6   | Vote            | %               |
| ------------------------- | --------------- | --------------- |
| Claude Villiard (Sortant) | Sans opposition | Sans opposition |

- Démission du Jean Beaubien, conseiller #5, le 11 février 2021[5].

## Saint-Joseph-de-Sorel
| Candidats pour la mairie                   | Vote | %     |
| ------------------------------------------ | ---- | ----- |
| Vincent Deguise (Sortant d'un autre poste) | 582  | 86,74 |
| Guy Methot                                 | 89   | 13,26 |
| Taux de participation : 52,6 %             |      |       |

| Candidats district #1 (1)          | Vote | %     |
| ---------------------------------- | ---- | ----- |
| Jean-Guy (Gus) Cournoyer (Sortant) | 218  | 60,06 |
| Manon Simoneau                     | 145  | 39,94 |

| Candidats district #1 (2) | Vote | %     |
| ------------------------- | ---- | ----- |
| Serge Baron (Sortant)     | 215  | 59,39 |
| Pierre St-Louis           | 147  | 40,61 |

| Candidats district #2 (1) | Vote | %     |
| ------------------------- | ---- | ----- |
| Ginette Richard           | 55   | 51,40 |
| Annie Ménard              | 52   | 48,60 |

| Candidats district #2 (2) | Vote | %     |
| ------------------------- | ---- | ----- |
| Mélanie Gladu             | 64   | 59,26 |
| Nicole Grégoire Kiopini   | 44   | 40,74 |

| Candidats district #3 (1) | Vote | %     |
| ------------------------- | ---- | ----- |
| Jacques Renaud (Sortant)  | 103  | 54,21 |
| Sylvie Beaufort           | 87   | 45,79 |

| Candidats district #3 (2) | Vote | %     |
| ------------------------- | ---- | ----- |
| Michel Latour (Sortant)   | 131  | 67,53 |
| Julie Vachon              | 37   | 19,07 |
| Michel Péloquin           | 26   | 13,40 |

## Saint-Ours
| Candidats pour la mairie | Vote            | %               |
| ------------------------ | --------------- | --------------- |
| Sylvain Dupuis (Sortant) | Sans opposition | Sans opposition |

| Candidats conseiller #1 | Vote | %     |
| ----------------------- | ---- | ----- |
| Pierre Morin            | 369  | 59,61 |
| Alain Emond (Sortant)   | 250  | 40,39 |

| Candidats conseiller #2      | Vote            | %               |
| ---------------------------- | --------------- | --------------- |
| Robert Beaudreault (Sortant) | Sans opposition | Sans opposition |

| Candidats conseiller #3 | Vote            | %               |
| ----------------------- | --------------- | --------------- |
| Robert Vallée (Sortant) | Sans opposition | Sans opposition |

| Candidats conseiller #4   | Vote | %     |
| ------------------------- | ---- | ----- |
| Sophie Poirier (Sortante) | 344  | 54,60 |
| Olivier Caisse            | 286  | 45,40 |

| Candidats conseiller #5 | Vote | %     |
| ----------------------- | ---- | ----- |
| Réjean Dupré (Sortant)  | 421  | 67,25 |
| Micheline Lamoureux     | 205  | 32,75 |

| Candidats conseiller #6 | Vote            | %               |
| ----------------------- | --------------- | --------------- |
| Lise Couture (Sortante) | Sans opposition | Sans opposition |

## Saint-Robert
| Candidats pour la mairie       | Vote | %     |
| ------------------------------ | ---- | ----- |
| Gilles Salvas (Sortant)        | 544  | 69,12 |
| Liette Parent-Leduc            | 243  | 30,88 |
| Taux de participation : 55,1 % |      |       |

| Candidats conseiller #1 | Vote | %     |
| ----------------------- | ---- | ----- |
| Michel Boisvert         | 527  | 68,35 |
| Jacques Bacon           | 244  | 31,65 |

| Candidats conseiller #2 | Vote            | %               |
| ----------------------- | --------------- | --------------- |
| Yan Bussières           | Sans opposition | Sans opposition |

| Candidats conseiller #3  | Vote            | %               |
| ------------------------ | --------------- | --------------- |
| Joël Pelletier (Sortant) | Sans opposition | Sans opposition |

| Candidats conseiller #4      | Vote            | %               |
| ---------------------------- | --------------- | --------------- |
| Stéphane Cournoyer (Sortant) | Sans opposition | Sans opposition |

| Candidats conseiller #5 | Vote            | %               |
| ----------------------- | --------------- | --------------- |
| Annie Laliberté         | Sans opposition | Sans opposition |

| Candidats conseiller #6       | Vote            | %               |
| ----------------------------- | --------------- | --------------- |
| Myriam Chapdelaine (Sortante) | Sans opposition | Sans opposition |

## Saint-Roch-de-Richelieu
| Partis                         | Partis         | Candidats pour la mairie                    | Vote | %     |
| ------------------------------ | -------------- | ------------------------------------------- | ---- | ----- |
|                                | Indépendant    | Michel Beck                                 | 429  | 40,94 |
|                                | Indépendant    | Yannick Joyal (Sortant d'un autre poste)    | 371  | 35,40 |
|                                | Avenir St-Roch | Patricia Larose (Sortante d'un autre poste) | 248  | 23,66 |
| Taux de participation : 58,9 % |                |                                             |      |       |

| Partis | Partis         | Candidats district #1 | Vote | %     |
| ------ | -------------- | --------------------- | ---- | ----- |
|        | Indépendant    | Alain Chapdelaine     | 97   | 70,80 |
|        | Avenir St-Roch | Eric Thibault         | 40   | 29,20 |

| Partis | Partis         | Candidats district #2      | Vote | %     |
| ------ | -------------- | -------------------------- | ---- | ----- |
|        | Indépendant    | Martin Évangéliste         | 122  | 59,22 |
|        | Indépendant    | Réal Laberge               | 63   | 30,58 |
|        | Avenir St-Roch | Richard Paquette (Sortant) | 21   | 10,19 |

| Partis | Partis         | Candidats district #3 | Vote | %     |
| ------ | -------------- | --------------------- | ---- | ----- |
|        | Avenir St-Roch | William Truman        | 84   | 45,41 |
|        | Indépendant    | Gérard Bies           | 67   | 36,22 |
|        | Indépendant    | Benoît Bruneau        | 34   | 18,38 |

| Partis | Partis         | Candidats district #3 | Vote | %     |
| ------ | -------------- | --------------------- | ---- | ----- |
|        | Indépendant    | René Courtemanche     | 94   | 50,27 |
|        | Avenir St-Roch | Yvon Bruneau          | 53   | 28,34 |
|        | Indépendant    | Marc-Antoine Laramée  | 40   | 21,39 |

| Partis | Partis         | Candidats district #5 | Vote | %     |
| ------ | -------------- | --------------------- | ---- | ----- |
|        | Indépendant    | Denis Dugas           | 118  | 72,39 |
|        | Avenir St-Roch | Stéphanie Diamond     | 45   | 27,61 |

| Partis | Partis         | Candidats district #6                   | Vote | %     |
| ------ | -------------- | --------------------------------------- | ---- | ----- |
|        | Indépendant    | Guy Nadon                               | 80   | 50,96 |
|        | Avenir St-Roch | Dany Poirier (Sortant d'un autre poste) | 77   | 49,04 |

- Élection partielle au poste de conseiller #3 le 6 mai 2018[6].
  - Organisée en raison de la démission du conseiller du district #3, William Leslie Truman, pour cause de conflit d'horaire en janvier 2018[7].
  - Martin Larivière est élu au poste de conseiller du district #3[6].

| Candidats district #3          | Vote | %    |
| ------------------------------ | ---- | ---- |
| Guy Nadon                      | 88   | 86,3 |
| Yannick Joyal                  | 14   | 13,7 |
| Participation : 102 / 336      |      |      |
| Taux de participation : 30,4 % |      |      |

- Décès du maire, Michel Beck, le 22 novembre 2018[8].
  - Alain Chapdelaine, conseiller district #1, occupe le poste de maire-suppléant du 22 novembre 2018 au 31 mars 2019[9].
  - Alain Chapdelaine, conseiller district #1, est élu maire[10].

| Candidats pour la mairie | Vote | %    |
| ------------------------ | ---- | ---- |
| Alain Chapdelaine        | 591  | 77,5 |
| Stéphanie Diamond        | 99   | 13,0 |
| Réal Laberge             | 73   | 9,5  |
| Participation : 763      |      |      |

- Élection partielle au poste de conseiller du district #1 le 13 mars 2020[11].
  - Dominique St-Laurent est élue conseillère du district #1[11]

| Candidats district #3          | Vote | %    |
| ------------------------------ | ---- | ---- |
| Dominique St-Laurent           | 60   | 54,1 |
| Dany Poirier                   | 29   | 26,1 |
| Chantal Brais                  | 22   | 19,8 |
| Participation : 111 / 258      |      |      |
| Taux de participation : 43,0 % |      |      |

- Dominique St-Laurent, conseillère du district #1, quitte son poste après le 4 mai 2021 et parce qu'elle n'était plus domiciliée dans la municipalité.

## Sainte-Anne-de-Sorel
| Candidats pour la mairie       | Vote  | %     |
| ------------------------------ | ----- | ----- |
| Michel Péloquin (Sortant)      | 1 028 | 66,41 |
| Pierre-André Émond             | 520   | 33,59 |
| Taux de participation : 66,3 % |       |       |

| Candidats district #1       | Vote | %     |
| --------------------------- | ---- | ----- |
| Pierre Pontbriand (Sortant) | 124  | 40,79 |
| Steve Pinard                | 115  | 37,83 |
| Éric Lacourse               | 65   | 21,38 |

| Candidats district #2            | Vote | %     |
| -------------------------------- | ---- | ----- |
| Guy Lambert                      | 142  | 52,79 |
| Marie-France Bergeron (Sortante) | 127  | 47,21 |

| Candidats district #3 | Vote            | %               |
| --------------------- | --------------- | --------------- |
| Myriam Cournoyer      | Sans opposition | Sans opposition |

| Candidats district #4    | Vote            | %               |
| ------------------------ | --------------- | --------------- |
| Luc Latraverse (Sortant) | Sans opposition | Sans opposition |

| Candidats district #5     | Vote | %     |
| ------------------------- | ---- | ----- |
| Roger Soulières (Sortant) | 142  | 56,13 |
| Steve Montigny            | 111  | 43,87 |

| Candidats district #6 | Vote            | %               |
| --------------------- | --------------- | --------------- |
| Geneviève Paradis     | Sans opposition | Sans opposition |

- Élection partielle au poste de conseiller #6 en octobre 2018[12].
  - Organisée en raison de la démission de la conseillère Geneviève Paradis le Élection partielle au poste de conseiller #6 en 27 août 2018[13].
  - Élection par acclamation de Mario Cardin[12].

| Candidats district #6 | Vote            | %               |
| --------------------- | --------------- | --------------- |
| Mario Cardin          | Sans opposition | Sans opposition |

## Sainte-Victoire-de-Sorel
| Michel Aucoin (Sortant d'un autre poste) | 611 | 51,21 |
| Jean-Charles Ethier                      | 516 | 45,79 |
| Taux de participation : 55,5 %           |     |       |

| Candidats conseiller #1 | Vote | %     |
| ----------------------- | ---- | ----- |
| Réjean Champagne        | 523  | 46,91 |
| André Averill           | 331  | 29,69 |
| Paul Péloquin           | 261  | 23,41 |

| Candidats conseiller #2 | Vote | %     |
| ----------------------- | ---- | ----- |
| Richard Gouin (Sortant) | 439  | 39,34 |
| Roland Mathieu          | 415  | 37,19 |
| France Désorcy          | 262  | 23,48 |

| Candidats conseiller #3      | Vote | %     |
| ---------------------------- | ---- | ----- |
| Hélène Ethier                | 430  | 38,63 |
| Pierre-Paul Simard (Sortant) | 373  | 33,51 |
| Michèle Cournoyer Oakes      | 310  | 27,85 |

| Candidats conseiller #4    | Vote | %     |
| -------------------------- | ---- | ----- |
| Martin Cournoyer (Sortant) | 632  | 57,14 |
| Guillaume Larivière        | 474  | 42,86 |

| Candidats conseiller #5 | Vote | %     |
| ----------------------- | ---- | ----- |
| Michel Roy (Sortant)    | 564  | 50,95 |
| Stéphane Mongeon        | 543  | 49,05 |

| Candidats conseiller #6 | Vote | %     |
| ----------------------- | ---- | ----- |
| Pascale Poulin          | 715  | 65,00 |
| Marie Linda St-Martin   | 385  | 35,00 |

## Sorel-Tracy
| Candidats pour la mairie       | Vote   | %     |
| ------------------------------ | ------ | ----- |
| Serge Péloquin (Sortant)       | 13 997 | 85,54 |
| Marcel Robert                  | 1 185  | 7,24  |
| Vincent Pouliot                | 641    | 3,92  |
| Réjean Dauplaise               | 540    | 3,30  |
| Taux de participation : 56,9 % |        |       |

| Candidats district Bourgchemin (1) | Vote | %     |
| ---------------------------------- | ---- | ----- |
| Olivier Picard                     | 743  | 37,58 |
| Sophie Chevalier (Sortante)        | 480  | 24,28 |
| Jean Ouellette                     | 384  | 19,42 |
| France Lavallée                    | 207  | 10,47 |
| Jean-François Daigle               | 163  | 8,24  |

| Candidats district Richelieu (2) | Vote  | %     |
| -------------------------------- | ----- | ----- |
| Sylvie Labelle                   | 1 032 | 49,03 |
| Jocelyn Daneau                   | 448   | 21,28 |
| André Potvin (Sortant)           | 349   | 16,58 |
| Jocelyn d'Avignon                | 185   | 8,79  |
| Jean-Yves Landreville            | 91    | 4,32  |

| Candidats district St-Laurent (3) | Vote | %     |
| --------------------------------- | ---- | ----- |
| Martin Lajeunesse                 | 963  | 55,63 |
| Yvon Bibeau (Sortante)            | 768  | 44,37 |

| Candidats district Vieux-Sorel (4) | Vote            | %               |
| ---------------------------------- | --------------- | --------------- |
| Jocelyn Mondou (Sortant)           | Sans opposition | Sans opposition |

| Candidats district Du Faubourg (5) | Vote | %     |
| ---------------------------------- | ---- | ----- |
| Alain Maher (Sortant)              | 923  | 42,91 |
| Stéphane Béland                    | 838  | 38,96 |
| Gary Carpentier                    | 290  | 13,48 |
| François Houle                     | 100  | 4,65  |

| Candidats district Des Gouverneurs (6) | Vote | %     |
| -------------------------------------- | ---- | ----- |
| Benoît Guèvremont (Sortant)            | 835  | 40,36 |
| Jean-Christian Clément                 | 631  | 30,50 |
| Gilles Lemieux                         | 603  | 29,14 |

| Candidats district Des Patriotes (7) | Vote            | %               |
| ------------------------------------ | --------------- | --------------- |
| Patrick Péloquin (Sortant)           | Sans opposition | Sans opposition |

| Candidats district Pierre-De Saurel (8) | Vote  | %     |
| --------------------------------------- | ----- | ----- |
| Dominique Ouellet (Sortante)            | 1 414 | 63,38 |
| Yanick Caisse                           | 817   | 36,62 |

- Élection partielle au poste de conseiller du district Du Faubourg (5) le 13 décembre 2020[14].
  - Organisée à la suite du décès du conseiller Alain Maher dans la nuit du 28 au 29 août 2020[15].
  - Stéphane Béland est élu conseiller[14].

| Candidats district Du Faubourg (5) | Vote | %    |
| ---------------------------------- | ---- | ---- |
| Stéphane Béland                    | 707  | 61,2 |
| Jocelyn Gravel                     | 263  | 22,8 |
| Corina Bastiani                    | 158  | 13,7 |
| Marc Leclerc Deveault              | 27   | 2,3  |

## Yamaska
| Candidats pour la mairie                         | Vote            | %               |
| ------------------------------------------------ | --------------- | --------------- |
| Diane De Tonnancourt (Sortante d'un autre poste) | Sans opposition | Sans opposition |

| Candidats conseiller #1    | Vote            | %               |
| -------------------------- | --------------- | --------------- |
| Danielle Proulx (Sortante) | Sans opposition | Sans opposition |

| Candidats conseiller #2 | Vote            | %               |
| ----------------------- | --------------- | --------------- |
| Yvan Robidoux (Sortant) | Sans opposition | Sans opposition |

| Candidats conseiller #3 | Vote            | %               |
| ----------------------- | --------------- | --------------- |
| Richard Théroux         | Sans opposition | Sans opposition |

| Candidats conseiller #4      | Vote            | %               |
| ---------------------------- | --------------- | --------------- |
| Léo-Paul Desmarais (Sortant) | Sans opposition | Sans opposition |

| Candidats conseiller #5 | Vote | %     |
| ----------------------- | ---- | ----- |
| Martin Joyal            | 310  | 64,99 |
| Michel Giroud           | 167  | 35,01 |

| Candidats conseiller #6 | Vote            | %               |
| ----------------------- | --------------- | --------------- |
| Alain Crevier (Sortant) | Sans opposition | Sans opposition |